# Odo II Burgundzki
Odo II Burgundzki (Eudes II de Bourgogne) (ur. 1118  – zm. 27 czerwca 1162) – książę Burgundii w latach 1142–1162. Najstarszy syn księcia Hugona II i jego żony Matyldy (Felicji) de Mayenne.
W 1145 ożenił się z Marią de Blois, córką Tybalda IV, hrabiego Blois i Szampanii, i Matyldy z Karyntii. Doczekał się z nią:
- Alicji; Alix (1146–1192), od 1164 żony Archambalda VII, pana de Burbon,
- Hugona III (1148–1192), księcia Burgundii,
- Matyldy; Mahaut (zm. 1202), żony Roberta IV, hrabiego Owernii.

Walczył z Maurami w Portugalii. Popadł w konflikt z królem Francji, Ludwikiem VII Młodym; papież Hadrian IV rozsądził ich spór na korzyść króla. Aby odkupić swoje grzechy, Odo udał się na pielgrzymkę do Ziemi Świętej, ale zmarł na początku podróży. Został pochowany w Cîteaux.